# HD 107301
HD 107301，又名CP-65 1842，SAO 251854、HR 4692，是一颗恒星，视星等为6.21，位于銀經299.77，銀緯-3.16，其B1900.0坐标为赤經12h 14m 58.8s，赤緯-65° -3.16′ 14″。